# Ole Søgaard
Ole Søgaard (* 4. Oktober 1936 in Kopenhagen; † 15. Dezember 2002 in Aarhus) war ein dänischer Schauspieler und Fotograf.

## Leben
Ole Søgaard wuchs in Kopenhagen auf. Nach seinem Schulabschluss machte er zunächst eine Ausbildung zum Fotografen und war anschließend einige Jahre lang in diesem Beruf tätig.
Er absolvierte seine Schauspielausbildung von 1960 bis 1963 an der Staatlichen Theaterhochschule in Kopenhagen. Als Bühnendarsteller wirkte er in einigen Theaterstücken, Musicals und in Kabarett-Programmen mit, so unter anderem auch am Aarhus Teater, wo er langjährig als festes Ensemblemitglied engagiert war. Von 1963 bis 1984 wirkte er als Schauspieler vor der Kamera in mehr als 20 Film-und-Fernsehproduktionen mit. Mitte der 1980er-Jahre zog er sich aus der Filmbranche wieder zurück und war danach erneut beruflich als Fotograf tätig.
Ole Søgaard war ab dem 5. Oktober 1962 mit der Schauspielerin Ulla Lock verheiratet. Aus der Ehe gingen ein Sohn und eine Tochter hervor. Das Ehepaar lebte jahrzehntelang in Aarhus. Søgaard starb am 15. Dezember 2002 im Alter von 66 Jahren. Seine Grabstätte befindet sich auf dem Frederiksberg-Kirkegard.

## Filmografie (Auswahl)
- 1963: Fräulein unberührt
- 1964: Ein Sommer in Tirol
- 1965: 39 Seemänner und ein Mädchen
- 1965: Kaliber 7,65 – Diebesgrüße aus Kopenhagen
- 1966: Slap af, Frede!
- 1973: Oh, diese Mieter! (Fernsehserie, 1 Folge)
- 1973: Thor und Alvis
- 1978: Die Leute von Korsbaek (Fernsehserie, 1 Folge)
- 1979: Ein Haus in der Provinz (Fernsehserie, 1 Folge)
- 1980: Attentat